# Gare de Bléré – La Croix
Gare de Bléré - La Croix – stacja kolejowa w La Croix-en-Touraine, w departamencie Indre i Loara w Regionie Centralnym, we Francji.
Jest stacją Société nationale des chemins de fer français (SNCF), obsługiwaną przez pociągi TER Centre kursujące między Tours, Vierzon i Bourges.